# NGC 344
NGC 344 је спирална галаксија у сазвежђу Кит која се налази на NGC листи објеката дубоког неба.
Деклинација објекта је - 23° 13' 44" а ректасцензија 0h 58m 25,4s. Привидна величина (магнитуда) објекта NGC 344 износи 16,1 а фотографска магнитуда 16,9. NGC 344 је још познат и под ознакама AM 0055-232, PGC 198261.